# Ken Richardson
Pas d'image ? Cliquez ici
Ken Richardson, né le 21 août 1911 à Bourne (Lincolnshire) et mort le 27 juin 1997 dans sa ville natale, est un ancien pilote anglais de course automobile. Il participa notamment au Grand Prix de Grande-Bretagne 1949 sur une Ferrari 125. Ingénieur de formation, il contribua au développement de la BRM P15. Lors du Grand Prix d'Italie 1951, il effectua le dixième temps des essais sur cette voiture, mais ne put prendre part à la course faute de licence internationale. Ce fut sa seule apparition dans une épreuve de championnat du monde de Formule 1.

## Résultats aux 24 heures du Mans
| Année | Équipe               | Voiture     | Équipier    | Résultat |
| ----- | -------------------- | ----------- | ----------- | -------- |
| 1955  | Standard Triumph Ltd | Triumph TR2 | Bert Hadley | 15e      |